# Tokyo Metro To Me CARD
Tokyo Metro To Me CARD（トウキョウメトロ トゥーミーカード）とは、クレジットカード会社が東京地下鉄（東京メトロ）と提携して発行するクレジットカードである。

## 概要
2007年3月に導入されたICカード方式の公共交通機関共通乗車カード・電子マネー『PASMO』のサービスインにあたり、東京地下鉄（旧営団地下鉄だが、交通営団時代にPASMOはまだ作られていなかった）がPASMOのオートチャージサービスを行うことを前提として、ジェーシービー (JCB)、クレディセゾン、UFJニコス（現・三菱UFJニコス）の3社と提携して取り扱いを開始したクレジットカードである。2007年2月3日より申し込みを開始し、この頃からメトロ車両のドアステッカー（車内側）にてカードの宣伝が始まった。「To Me」は、「Tokyo Metro」の頭文字と、英語の "to me"（私のために）をかけたものである。

## 種類
2007年3月のスタート時に発行されたものは、以下の3種類5ブランド。それぞれに一般カードとゴールドカードが設定され、合計10ブランドのラインナップでスタートした。
- Tokyo Metro To Me CARD JCB - ジェーシービー、国際ブランドはJCB。
- Tokyo Metro To Me CARD UC - クレディセゾン、国際ブランドはVISAまたはMasterCard。
- Tokyo Metro To Me CARD NICOS -  UFJニコス、国際ブランドはVISAまたはMasterCard。

各ブランドともクレジットカード単体型とPASMO一体型があり、前者が「Tokyo Metro To Me CARD」後者が「Tokyo Metro To Me CARD PASMO」と称する。単体型でPASMOオートチャージ機能を使用する場合、クレジットカード発行時または発行後にオートチャージ対応の記名PASMO（定期券機能付きPASMOを含む）を申し込む必要があり、デポジットが発生する。一方、2008年3月より発売された一体型は当初よりPASMO機能が内蔵されており、デポジットは発生しない。
一般カードは年会費永年無料であることを謳い文句としているが、その後一般カードのラインナップが整理され、2012年現在はUC VISA/Masterのクレジットカード単体型以外は一般カードの新規受付を終了している（ゴールドカードは全種継続して受付中）。2013年3月1日より、年会費2,100円のTo Me CARD Primeの募集を始めた。このカードはJCB・三菱UFJニコス（VISA/Master）が発行しており、年間50万円以上の決済で年会費無料となる。乗車ポイントも一般カードよりも優遇されている。

### ソラチカカード
『ソラチカカード』は、全日本空輸 (ANA) のハウスカード「ANAカード」と、「Tokyo Metro To Me CARD PASMO」を一体化させた『ANA To Me CARD PASMO JCB』の通称。ジェーシービー（JCB)を発行元として2012年3月1日から取り扱いを開始した。ANAと東京メトロとの間では2007年1月10日に営業提携合意を発表しており、両者のポイントサービスの相互利用などを行ってきたが、これを一歩進めたものである。
ANAマイレージクラブに対応しており、単体でメトロポイント（後述）/ANAマイルの相互交換、ならびにOki Dokiポイント（JCBカードのポイントプログラム）からメトロポイント（15%）/ANAマイルへの移行が可能。また、SKiPサービス（全日空のチケットレス搭乗システム）に対応している。ANAの交通系IC対応カードはSuica（ANA VISA Suicaカード）に次ぐもので、ANAとPASMOとのジョイントカードとしては、のちにANA TOKYU POINT ClubQ PASMO マスターカードが発行されるようになった。
ソラチカカードは「Tokyo Metro To Me CARD」の一般カードと異なり、通常のカードでも年会費が発生する。また、カードグレードは一般カードとゴールドカード（2020年3月30日募集開始）のみであり、ワイドカード、スーパーフライヤーズカード、プレミアムカードは設定されていない。
なお、このカードの登場により車内側のドアステッカーでの広告が一新、2015年10 - 12月にドアステッカーそのもののデザインが変更されるもTo Me CARDの広告自体は変化していない。
かつて、このカードとJCBが発行するほかの種類のANAカードは重複して保有できなかったが、2015年4月より重複保有ができるようになった。
（三井住友カード、アメリカン・エキスプレス、三井住友トラストクラブが発行するANAカードの場合は当初から重複保有ができる。また、JCBが発行元となっているJQ SUGOCA ANA（JR九州との提携）に関してはANAカードではないため、ソラチカカードを含むJCB発行のANAカードと重複保有ができる。この場合、JQ SUGOCA ANA・ソラチカカード・他のANAカードといった3枚重複も可能。）

## メトロポイント
『メトロポイント』は、東京地下鉄が Tokyo Metro To Me CARD 利用者を対象に開始したポイントサービス。
「Tokyo Metro To Me CARD」が登録されたPASMOまたは「Tokyo Metro To Me CARD PASMO」でPASMOの残高引去を伴う地下鉄乗車回数ごとに一定のポイントが付与されるほか、「メトロポイントPlus」提携店舗での電子マネー利用時（ゴールドカード・ソラチカカードのみ）ならびに定期券購入時に一定のポイントが加算される。これらは利用金額ではなく利用回数ごとに加算されるため、利用金額と付与されるポイント数は必ずしも一致しない。
また、提携サービス利用時のポイント付与や、提携ポイントプログラムならびにカード会社のポイントプログラムからのポイント移行も行われる。こちらは利用額に比例してポイントが付与される。
貯まったポイントを利用するには、PASMOチャージに利用するか、一旦提携ポイントプログラムに移行して利用することになる（PASMOチャージ以外にメトロポイント自体を直接利用することは出来ない）。
日経トレンディでは、PASMOそのものにポイントサービスが付与されないことを踏まえ、都内に通勤していれば「定期券の経路以外で東京メトロをよく使うはず」との観点から『メトロポイント』を貯めやすいポイントとして指摘しており、特に Tokyo Metro To Me CARD の一般カードは年会費が無料であることから、Tokyo Metro To Me CARD（一般カード）を PASMOオートチャージ対応クレジットカードの有力な選択肢の一つとして推奨している。